# 埃斯特爾 (阿拉斯加州)
埃斯特爾（英語：Ester）是位於美國阿拉斯加州費爾班克斯-北極星自治市鎮的一個非建制地區和人口普查指定地區。根據2010年美國人口普查，該地人口為2422人。

## 地理
埃斯特爾的座標為64°51′21″N 147°58′42″W / 64.85583°N 147.97833°W，而該地的平均海拔高度為220米（即722英尺）。